# Рикли, Джефф
Джефф Рикли (англ. Geoff Rickly) — вокалист и автор песен американской рок-группы «Thursday» из Нью-Брансуика (штат Нью-Джерси). Они выпустили шесть студийных альбомов. Рикли родился 8 марта 1979 года в Дюмоне (штат Нью-Джерси). Был воспитан католиком, учился в средней школе в Дюмоне, где был членом группы и играл на саксофоне.
Рикли участвовал в записи многих песен других музыкантов, в том числе «We Are the Fabrication» группы «My American Heart», «Killbot 2000» группы «Murder by Death» и «Sunfalls и Watershine» группы «This Day Forward». Джефф также время от времени выступает с сольными концертами, последний раз в Хобокене (штат Нью-Джерси) на вечеринке Eyeball Records.
В текстах песен Рикли подвержен влиянию самых разнообразных авторов и поэтов. В интервью в марте 2009 года он рассказал, что на тексты песен из альбома «Common Existence», выпущенного в феврале 2009 года, повлияли работы Дениса Джонсона, Мартина Эмиса, Роберто Боланьо и Дэвида Фостера Уоллеса. Татуировка на его предплечье гласит: «любовь есть любовь» — из текстов группы «Frail»; Рикли заимствовал их песни для альбома «A Hole in the World». «Autobiography Of A Nation» явно создан под влиянием сборника «Sun» поэта Майкла Палмера.
Он болен эпилепсией, и во время одного из туров ему стало плохо из-за принимаемых лекарств.
Сейчас Рикли пишет и записывается с певцом Glassjaw Дэрилом Палумбо и рок-журналистом Джоной Байером для группы «United Nations». Рикли утверждает, что его основные усилия останутся сосредоточенными на «Thursday».